# Manobia bhutanensis
Manobia bhutanensis es una especie de insecto coleóptero de la familia Chrysomelidae. Fue descrita en 1979 por Scherer.